# آيدن جيلن
آيدان جيلن (بالإنجليزية: Aidan Gillen)‏ (ولد في 24 أبريل 1968) هو ممثل ومنتج وكاتب سيناريو أيرلندي. 

## مسيرته
معروف بدور اللورد باليش في مسلسل الفنتازيا الشهير صراع العروش. كما أدى شخصية اباراما قولد في مسلسل بيكي بلايندرز. شارك في أفلام عديدة من بينها كلفاري و12 دورة.

## روابط خارجية
- آيدن جيلن على موقع IMDb (الإنجليزية)
- آيدن جيلن على موقع قاعدة بيانات الأفلام العربية
- آيدن جيلن على موقع ألو سيني (الفرنسية)
- آيدن جيلن على موقع ميوزك برينز (الإنجليزية)
- آيدن جيلن على موقع أول موفي (الإنجليزية)
- آيدن جيلن على موقع قاعدة بيانات برودواي على الإنترنت (الإنجليزية)
- آيدن جيلن على موقع قاعدة بيانات برودواي على الإنترنت (الإنجليزية)
- آيدن جيلن على موقع قاعدة بيانات الأفلام السويدية (السويدية)
- آيدن جيلن على موقع إن إن دي بي (الإنجليزية)
- آيدن جيلن على موقع ديسكوغز (الإنجليزية)